# USS John R. Pierce (DD-753)
O USS John R. Pierce (DD-753) foi um Destroyer norte-americano que serviu durante a Segunda Guerra Mundial.

## Comandantes
| Comandante                  | Data                       |
| --------------------------- | -------------------------- |
| Cdr. Clayton Rogers Simmers | 30 de Dezembro de 1944 -?? |